# Distrito 3.º de Surigao
El Distrito 3.º de Surigao fue uno de los siete distritos o provincias en los que a finales del siglo XIX se hallaba dividida la isla de Mindanao, perteneciente a la Capitanía General de Filipinas (1521-1899).

## Historia
Este distrito, llamado hasta 1858 de Caraga, fue el primero del Archipiélago Filipino que recibió la luz del Evangelio y el primero también que formó parte de la nación española en estos mares.
Su primera capital fue Tandag, siendo trasladada al  pueblo de Surigao. El Distrito comprendía 24 pueblos.
Del distrito de Surigao depende la comandancia de Butuan.
En 1860, se establecieron seis distritos militares en la isla de Mindanao. 
Surigao y Agusan, incluyendo el territorio que se extiende entre las bahías de Butuan y de  de Caraga, formaron el tercer distrito llamado también el Distrito Este, cuya denominación fue cambiada en 1870 por la de Distrito de Surigao.
En 1911, durante la ocupación estadounidense de Filipinas fue creada la provincia de Agusán con la ciudad de Butuan como su capital.
El 19 de junio de 1960 la provincia de Surigao fue dividida en dos: Surigao del Norte y Surigao del Sur.

## Límites y superficie

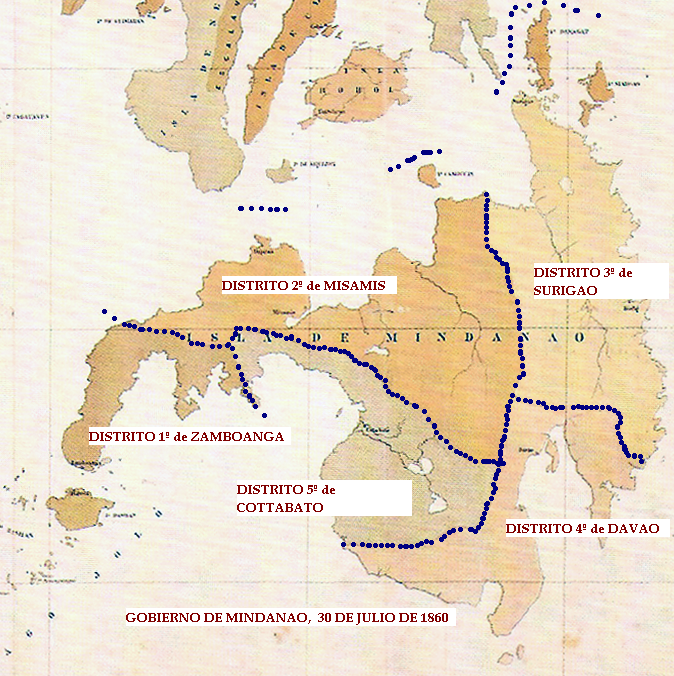
Gobierno de Mindanao: Los 5 Distritos creados por Real Decreto de 30 de julio de 1860.

Comprende el distrito de Surigao el noroeste  y este de la isla de Mindanao y, además, las islas de Bucas, Dinágat, Ginatúan, Gipeló, Siargao, Sibunga y varios islotes.
Confina al norte  con el estrecho de Surigao, al este con el mar de Filipinas en el Océano Pacífico,  al sur con el Distrito 4º de Dávao y al oeste con el de Distrito 2º de Misamis.
La mayor longitud de este distrito de norte sur es de 124.25 km y 97.98 de este a oeste  en su parte más ancha, pudiéndose calcular su superficie, según datos oficiales, en 11,834 km², de los que sólo unos 100 se destinan a la agricultura.

"...Según el Censo Oficial de 1887, son 67,760; y 85,125, según la Guía Oficial de 1898. Según el Estado General del Obispado de Cebú, publicado en 1897, el número de almas asciende en este distrito á 113,105...."

"...Hablase en Surigao el bisaya, el mamanua, el manobo y el mandaya...."
El Archipiélago Filipino.
 Colección de datos. 
Por algunos padres de la Misión de la Compañía de Jesús en estas islas.

## Pueblos, visitas y barrios
Para adelantar en la ocupación y dominio de la isla, se creó por Real Decreto de 30 de julio de 1860, el Gobierno de Mindanao; se dividió su territorio en seis distritos; se fijó un meditado plan de operaciones y se adoptó un sistema político militar.
La capital es el pueblo de Surigao, que con su visita Ananaón tiene 9.254 almas, así descrito a principios del siglo XX:

"...Está situado en la parte extrema Norte de la isla de Mindanao, á 4 millas al SE. de la punta Bilaá. sobre la playa en la orilla derecha de un río..."
El Archipiélago Filipino.
 Colección de datos. 
Por algunos padres de la Misión de la Compañía de Jesús en estas islas.

Pueblo con hermoso puerto y 5.087 habitantes, residencia del Comandante Político Militar, Comandante de Ejército. No tiene ni necesita más guarnición que la Compañía de su Tercio Civil.
Los demás pueblos de este distrito son: 
- Dinágat de 6,228 almas, con las visitas de Nonoc, isla en el municipio de Surigao; Loreto; Libjó; Cagdayánao; y Melgar,  en el municipio de Basilisa;
- Cantilán de 12,240. con las visitas de Lanuza y Carrascal;
- Placer y Taganaán de 4.713, con las visitas de Talavera y Tamamana;
- Gigaquit de 9,997, con las visitas de Bacuag, Claver y Taganito, hoy barrio de Claver;
- Numancia (Del Carmen), de 4.328, con las visitas de Sapao, San Isidro y Pamosoíngan;
- Cabantog (General Luna) de 5,129, con las visitas de Dapás, Pila, Cambasag y Socorro. En isla de Siargao, adyacente a la de Mindanao, al nordeste de la misma.
- Tándag de 8.345, con las visitas de Tago, Tigao, Cortés, Caguáit, Alba, Colón y San Miguel;
- Lianga de 5,350. con las visitas de Oteiza, Marijatag, Javier, Lepanto,  Gamot, San José de Balú y Santo Niño;
- Bislig de 7.217, con las visitas de Jinatúan, San Juan, Malixi, Linguig, Loyola, San José, El Bruch y Carpineto.

### Población
A finales del siglo XIX la población cristiana era de 65.702 almas que habitaban en 24 pueblos. Además  otras 14.543 personas vivían en 41 rancherías de las etnias pinamanúas, wandayas e inanobos, todas ellas  reducidas  por los jesuitas.
No hay moros en su territorio.